# 現象学的社会学
現象学的社会学（げんしょうがくてきしゃかいがく）とは、エトムント・フッサールの哲学の方法である現象学的アプローチをマックス・ウェーバーの理解社会学の方法に応用する社会学の立場。オーストリア出身の社会学者アルフレッド・シュッツ（Alfred Schütz,米）が初めて提唱したとされる。
現象学的社会学は、「日常的生活世界とはいかにして構成されるか」ということを主要テーマとする社会学である。
すなわち、日常生活世界に生起する社会現象を社会学の研究対象とする以前に、むしろその社会現象の起こる前提条件として、日常生活世界で与えられている暗黙的了解＝自明性に研究関心を向け、日常生活世界のこの自明とされる構成メカニズムを解明するために、フッサールの現象学的概念や方法を援用したので、この立場の社会学を現象学的社会学と呼ぶようになった。彼の社会学はピーター・L・バーガーやトーマス・ルックマン等に引き継がれた。

## シュッツ理論の概要
- 以下日本の社会学研究者である下田直春のまとめに従って説明すると、

フッサールの現象学から、世界の実在に対する判断停止＝エポケー（epoché,仏語）の概念を転用し、日常生活世界に生きる人々の自然的態度もある種の判断停止であると規定した。これを自然的態度のエポケーと名付け、日常生活世界の自明性の構成要因とみる。
さらにまた、この自然的態度の成立要件を規定するものは何かという問いについても、シュッツはフッサールの概念である「理念化（idealization）」、すなわち日常生活におけるわれわれの思考の内に起こる理念化の作用であると考えた。この理念化はフッサールの考え方にそって、1．「同列性の理念化」と2．「反復可能性の理念化」に分けられる。
1. 「同列性の理念化」とは、過去の経験において妥当であった事（妥当な知識）は、これに対する反証が出現しない限り、未来においても妥当性が継続されるであろうという仮定を言う。
2. 「反復可能性の理念化」とは、日常生活世界で今まで自分の働きかけ（私の行為）で達成し得た事柄は、似たような状況においては反証が出現しない限り、未来においても反復達成が可能であろうという期待を意味する。

これらの理念化における仮定というものは、社会学研究者の仮定というわけではなく、日常生活世界における自然的態度にある人々（＝一般的人々）の持つ仮定を指しており、これこそが自然的態度に内在する理解の形式である。但し、これらの仮定は絶対的なものではなく、飽くまでも「反証が現れない限り」での仮定であって、いつでもこれらについて疑問が提起される可能性もまた含むとされる。
これら仮定への人々の疑問、すなわち自明視された世界に対する疑問の発生は、その問題解決が求められ、その問題が解決することによって、新たに自明性が与えられた世界へ回帰する。そしてシュッツは、自然的態度のあり方の中に、この様な日常生活世界における変化の論理（一種の循環論的論理－ただし螺旋型的循環という意味においての）までも読み取っていたと言える。